# Kinect Joy Ride
Kinect Joy Ride è un videogioco di guida per Xbox 360 ed il titolo di lancio per il sistema Kinect. Il videogioco è stato sviluppato dalla BigPark e pubblicato dalla Microsoft Game Studios. Precedentemente conosciuto solo come Joyride, il gioco era stato inizialmente annunciato all'E3 2009 con l'intenzione di essere pubblicato gratuitamente su Xbox Live Arcade nel corso dell'anno. Tuttavia il titolo è stato prima posticipato al 2010 e poi reso un titolo in normale vendita per sistemi Kinect. Nel 2012 è stato pubblicato un sequel intitolato Joy Ride Turbo.